# Hachette
Hachette (рус. Ашетт) — французское акционерное общество по изданию, распространению книг и периодической печати. Создано в 1919 году в Париже на базе книгоиздательской и торговой фирмы Луи Ашетта, основанной в 1826 году.
Издательский дом и общество имеют представительства по всему миру. «Hachette Filipacchi Médias» издаёт во Франции 47 журналов.
Выпускает в год свыше 50 млн и распространяет 80 млн книг, контролирует две крупные ежедневные газеты — France Soir и Paris-Presse-L’Intransigeant («Пари-пресс-Энтрансижан»). Владеет 49 % акций компании по распространению печати «Нувель мессажри де ла пресс паризьен». «Hachette» финансирует компанию «Монопресс», производящую музыкальные пластинки, а также компанию по производству телефильмов — Tele-A. Имеет филиалы в других странах Западной Европы и в ряде стран Африки.

## Импринты
В состав международной издательской группы Ашетт входит большое количество дочерних предприятий (импринтов). Наиболее известными из них являются Da Capo Press и научное Basic Books (входят в состав Perseus Books Group), Weidenfeld & Nicolson (входит в состав Orion Publishing Group), John Murray Press (в состав которого входит семейное издательство Мюрреев, основанное Джоном Мюрреем в XIX веке, издательства Jessica Kingsley Publishers, Hodder & Stoughton и Two Roads Books) и Little, Brown Book Group, издательская группа, созданная на основе одноимённого издательского дома.